# 정공채
정공채(鄭孔采, 1934년 12월 22일 (경상남도 하동) - 2008년 4월 30일)는 대한민국의 현대 시인이다.

## 생애
1934년 경상남도 하동군 출생이다. 연세대학교 정치외교학과를 진학하여 현대문학에 '종이 운다', '여진', '하늘과 아들'의 세 편의 시로 등단하였다.

## 이력

### 활동 사항
- 1957 현대문학에 등단
- 1963 시 '미 8군의 차' 발표
- 1979 시집 '정공채 시집 있읍니까' 출간
- 1981 시집 '해점' 출간
- 1986 시집 '아리랑' 출간
- 1986 시집 '비에 젖읍시다' 출간
- 1986 시집 '전혜린 평전' 출간
- 1989 시집 '이솝 우화' 출간
- 1989 시집 '사람소리' 출간
- 1990 시집 '땅에 글을 쓰다' 출간
- 2000 시집 '새로운 우수' 출간

### 수상내역
- 1959 제 5회 현대문학상
- 1981 제 1회 한국문학협회상
- 2004 제 41회 한국문학상

## 저서
- 시집 [정공채 시집 있읍니까](한국문학도서관, 1979)
- 시집 [해점](한국문학도서관, 1981)
- 시집 [아리랑](오상출판사, 1986)
- 시집 [비에 젖읍시다] (???, 1986)
- 시집 [전혜린 평전](???, 1986)
- 시집 [이솝 우화](백양출판사, 1989)
- 시집 [사람소리](한국문학도서관, 1989)
- 수필집 [너의 아침에서 나의 저녁까지) (문음사, 1989)
- 시집 [땅에 글을 쓰다](한국문학도서관, 1990)
- 시집 [새로운 우수](제3의문학, 2000)

## 가족
- 동생 정두수 : 작사가 겸 시인